# へ〜せいポリスメン!!
『へ〜せいポリスメン!!』は、稲葉そーへーによる日本の青年漫画作品。『週刊ヤングジャンプ』（集英社）にて、2010年8号から2014年6・7合併特大号まで連載された。交番に勤務する少し変わった若い男性巡査と、その同僚や周辺の人物が繰り広げるギャグ漫画である。

## 登場人物

### 主な警察関係者
轟 豪（ごう ごう）
声 - 山口勝平
本作の主人公で地域課の新人巡査。23歳（1巻）。
自分勝手、自己中心的、能天気、マイペースな性格でお調子者。そのせいで正造に迷惑を掛けたり彼をイライラさせたりするが、本人には自覚がない。時折その性格や振る舞いが結果として犯人の逮捕などに貢献することもある。また、岩田が犯人に負傷させられたと勘違いした際は奮起して全力で犯人の確保に当たるなど、警察官としての最低限の正義感は持っている。「この方がなんか調子がいいから」という理由で帽子を反対に被っており、当初は正造に正しく被るように注意されていたが、自身の功績により淳から許可された。非番の日には「HIBAN」と書かれた袖が緑色のベースボールTシャツ（無地のシャツに自らマジックで書いたもの）を着ており、私服警官は私服を着ていると思っていたなど常識外れの面もある。子供の頃から交番の隣のマンションに住んでおり、オスの犬「ヨメ」とメスの猫「ダンナ」を飼っている。淳からは度々激しい暴力を受けていることから彼女を恐れており、恋愛対象とは考えていない。かつてパイロットになるために自社養成試験を受け、合格した経歴を持つ。祖父の遺言（現在も存命でバリ島在住）でパイロットの道を諦め、警察官になった。名前は作中では一貫して「ゴウ」とカタカナ表記である。5月1日生まれ。好物はハマグリ、ワンタン麺。
木梨 正造（きなし しょうぞう）
声 - 原田晃
巡査長。豪の上司。丸顔短髪で丸い眼鏡をかけた中年であり、年相応に腹が出ている。真面目、温厚、几帳面という性格だが、度を超えた豪の言動・行動に悩まされており度々激怒する。妻子持ちであり、苦労して今の生活を手に入れたこともあって豪が結婚していると勘違いした時には「あんな男に人並みの幸せなど許されない」と普段の彼からは想像も付かない黒い発言が飛び出した。太っているが筋力はあり、豪からも「パワー系」と称されている。2月29日生まれ。
黒澤 淳（くろさわ じゅん）
声 - たかはし智秋
女性の巡査部長。25歳（1巻）。強気で生真面目な性格で思い込みが激しい。自身の誤解や勘違いが原因で度々豪に暴力（体罰）を振るっている。恋愛に対してはうぶであり、男性経験が無く、豪のストレートな発言を自身に対しての恋愛感情からの行為と度々勘違いしている。おだてに弱く、褒められると異常に照れる。猫好きであり、猫の前では女性らしい一面も見せる。あることがきっかけで猫カフェにいた猫のムサシを引き取り、ペット共生マンションを探した結果、豪一家の住む部屋の左隣の部屋に住むようになった。
七瀬 詩織（ななせ しおり）
淳の友人で淳と同期の女性鑑識官。情報収集癖があり、署にいる人間のゴシップを集めたネタ帳を持ち歩いている。実家は塗装業で幼い頃は父子家庭で育った。猫アレルギー持ち。誕生日は7月7日で名前の「織」の字は七夕の織姫にちなんでいる。いちごオレ好きで職場でよく飲んでいる。
岩田 雅司（いわた まさし）
豪の同期で同い年の地域課巡査。独身寮に住んでいる。一見真面目だが、いわゆる変態（マゾ）であり、憧れの上司である淳から体罰を受けたいと思っており、度々淳から体罰を受ける豪に嫉妬している。しばしば放置プレイと感じる場面が描かれる。
森 健太郎（もり けんたろう）
怪我で入院した岩田の代わりに配属された豪の後輩の新人巡査。大男で怪力、トレーニングジムで鍛えた筋肉を常にアピールする。髭は剃っているものの頬と顎は常に青々としている。実家は温泉宿で兄夫婦と祖母が運営している。自身は至って普通な女性好きであり、後に詩織を好きになるが、淳からは当初ゲイと誤解され、その後はバイセクシュアルと思われていてケダモノ扱いされている。リンリンからは「新しい筋肉」というあだ名で呼ばれている。
笹沼　千恵理（ささぬま　ちえり）
ゴウの交番に配属された新人女性巡査。かつてはレディースに所属していたが、道に迷って親切に地図を描いてくれて警官の対応に感動し警察官になる。着任早々ゴウに元ヤンだと疑われて否定していたが、友人が巻き込まれた事件を解決して以来あっさりと元ヤンだと認めるようになった。上司にあたる淳にも憧れを抱いている。

### 王昇軒
交番の二軒隣にあるラーメン屋。ワンタン麺、チャーハンといったメニューもあり、出前も行っている。味は悪くないが、大将が来店客にすぐキレるため、あまり繁盛していない。
大将
声 - ふくまつ進紗
店主で本名は寺島昇。短気であり、リンリンや豪だけでなく来店客に対してもすぐキレる。キレる時の口癖は「バーロー」。大柄で筋骨隆々な体格をしておりドラゴン・スープレックスなどのプロレス技も使用する。素材や食べ方にこだわるも、客に伸びきった麺を平然と出したこともあり、ラーメンに対してのこだわりはあるのか無いのかよくわからない。話を盛る癖がある。後に詩織を好きになり、度の超えたアピールをするようになった。
楊 凛々（やなぎ りんりん）
声 - 春井柚佳
王昇軒のアルバイト店員。日本国籍だが、日本人の血は流れておらず、片言の日本語でしゃべる。格式高い家柄の生まれであり政略結婚させられそうだったところを逃げ出し、以来「王昇軒」で住み込みで働いている。名前は作中では一貫して「リンリン」とカタカナ表記である。「I ♥ めん」と書かれたオレンジ色の袖をしたベースボールTシャツを着ている。前髪の両側を少し長く垂らし、後ろ髪は頭頂部で団子状にまとめてシニヨンキャップを被せている。

### 堂本警察犬訓練所
豪の勤務する交番の近くにある警察犬を訓練する施設。
堂本 あづみ（どうもと あづみ）
堂本警察犬訓練所の見習い訓練士。19歳。人見知りで感情をあまり表に出さない。後に試験に合格し、正式な訓練士となった。高校1年生の時に詩織と出会う。愛犬はジャーマンシェパードのベン。豪の帽子の下の髪型が気になっている。
堂本 耕司（どうもと こうじ）
あづみの父で堂本警察犬訓練所の所長。鑑識課の詩織とは面識がある。下ネタやセクハラ発言が多くデリカシーのない喫煙者。妻はあづみを産んだ後に他界した。

### 猫カフェ
淳が初めて行った猫カフェ。女性従業員しかおらず、淳と豪が来店していた際、強盗を撃退した。その件以降、猫達が淳に脅えてしまった。後に淳がムサシを引き取った。
レイ
女性店長。
カナ
女性店員。

### その他の人物
冴島（さえじま）
県警本部の刑事。常にサングラスをかけている。勘違いで豪を気に入りコンビニ強盗の逮捕を手伝わせようとするが、手違いで意外につぶらな瞳を見られてしまうというアクシデントが起きてしまう。
上田（うえだ）
刑事。冴島の部下。
志津江
勘違いが酷いゴウの母親。異常に高い盛り髪をしており、左顎にほくろがある。淳のことを警官コスチュームのイメクラで働いていると思い込んでいる。機械に弱く、テレビ録画もできない。ヨガ教室に通っている。
木梨 優太（きなし ゆうた）
正造の息子。顔は父親似であり太っている。
橋本 ユカ
チエリのレディース時代の友人でキャバクラ嬢。同棲している男に知らぬ間に大麻の栽培をさせられ男を問い詰めたチエリと共に一味に監禁されるがゴウや淳たちと共に救出に向かう。11月11日生まれ
涼子
バイクの修理工場を経営しているチエリとユカの先輩で元レディースの頭。ゴウと共に監禁されたチエリ達を助けに行く。

## 用語解説
甘えん坊将軍
豪が勤務より優先しているテレビドラマ。甘えん坊の上様を爺がひたすら甘やかすといった内容。正造の妻も同作品のファンである。

## 単行本
- 稲葉そーへー『へ～せいポリスメン!!』　集英社〈YJコミックス〉、全14巻。
  1. 2010年7月16日発売 ISBN 978-4-08-877890-7
  2. 2010年11月19日発売 ISBN 978-4-08-879072-5
  3. 2011年2月18日発売 ISBN 978-4-08-879107-4
  4. 2011年5月19日発売 ISBN 978-4-08-879161-6
  5. 2011年8月19日発売 ISBN 978-4-08-879189-0
  6. 2011年11月18日発売 ISBN 978-4-08-879251-4
  7. 2012年2月17日発売 ISBN 978-4-08-879269-9　
  8. 2012年6月19日発売 ISBN 978-4-08-879355-9
  9. 2012年9月19日発売 ISBN 978-4-08-879418-1
  10. 2012年12月19日発売 ISBN 978-4-08-879477-8
  11. 2013年4月24日発売 ISBN 978-4-08-879533-1
  12. 2013年7月19日発売 ISBN 978-4-08-879611-6
  13. 2013年11月19日発売 ISBN 978-4-08-879709-0
  14. 2014年2月19日発売 ISBN 978-4-08-879749-6
- カバー下、カバー裏側、巻末には描き下ろしのイラストや各話の後日談、おまけ漫画などが掲載されている。

## その他
- 作者公式サイトでは本作の主要人物の紹介や壁紙の配布がされており、グッズも販売されている。また、本作の端役である冴島刑事を主人公とした落書き1コマ漫画『冴島 〜小さな刑事（デカ）の物語〜』（SAEJIMA）がウェブ連載されている。

## Webアニメ
2013年4月11日より公式サイトで配信された約5分の短編アニメーション。またニコニコチャンネルでも配信。全6話。

### スタッフ
- 製作 - 集英社「週刊ヤングジャンプ」編集部
- 製作協力 - Softgarage

### 各話リスト
| 話数  | サブタイトル              | 配信日        |
| ----- | ------------------------- | ------------- |
| 第1話 | 後にしてもらっていースか? | 2013年4月11日 |
| 第2話 | やりたいだけっス!         | 2013年4月18日 |
| 第3話 | リンリンスッポンポンっス! | 2013年4月25日 |
| 第4話 | 超ステキっス!             | 2013年5月9日  |
| 第5話 | なめてないっス!           | 2013年5月16日 |
| 第6話 | 鬼は外っス!               | 2013年5月23日 |